# Brikama United

Brikama United Football Club é um clube de futebol da Gâmbia situado na cidade de Brikama. É um clube de futebol comunitário que pertence e é administrado pela BYSA (Brikama Youth and Sports Association). Actualmente joga na primeira divisão da Liga GFA.

## Títulos
| NACIONAIS | NACIONAIS           | NACIONAIS | NACIONAIS   |
|           | Competição          | Títulos   | Temporadas  |
| --------- | ------------------- | --------- | ----------- |
| Gâmbia    | Campeonato Gambiano | 02        | 2011, 2019. |
| Gâmbia    | Copa da Gâmbia      | 01        | 2016.       |